# WCW Thunder
O WCW Thunder foi um programa de televisão de  wrestling profissional, produzido pela World Championship Wrestling, em parceria com a TBS, que esteve em atividade entre 8 de Janeiro de 1998 e 21 de Março de 2001.
O Thunder é considerado como o segundo show principal da WCW, somente atrás do WCW Monday Nitro. Foi criado após a popularidade da empresa subir com a aquisição de Bret Hart, que saiu da WWF após o infame Montreal Screwjob. O programa era exibido nas quintas.
O Thunder deixou de existir quando a World Championship Wrestling foi comprada pela World Wrestling Federation. A última luta foi uma Handicap match, entre Scott Steiner & Jeff Jarrett contra Dustin Rhodes, na qual Steiner & Jarrett saíram vencedores.